# دادا گالوتی
دادا گالوتی (انگلیسی: Dada Gallotti؛ زادهٔ ۸ آوریل ۱۹۳۵) بازیگر اهل ایتالیا است.
از فیلم‌هایی که وی در آن نقش داشته است، می‌توان به چه زیباست برناردا، سراپا شبدیز، سراپا پرحرارت، برادر تاتسیو، اهل ولتری، کانتربری شماره ۲ – داستان‌های عاشقانه جدید سده چهاردهم، زنان و جادو در کنار شیطان، دختر اهل بولونیا، دو قلب، یک نیایشگاه، الاغ طلایی: محاکمه برای حقایق عجیب دربارهٔ لوکیوس آپولیوس، شهروند روم، بهترین خدمتکار مقیم خانه، قاتلان ویژه، اعترافات یک زن خانه‌دار ناکام، هیولا در فضا، خشم آشیل، زن کولی، فریاد یک فاحشه، شیر یا خط، راهبه آتش‌پاره و ده‌هزار دلار برای یک قتل‌عام اشاره کرد.